# Deutscher Fernsehfunk 1
1-я программа (1. Programm) — общегосударственная информационная, общественно-политическая и художественная телепрограмма, вещание по которой велось Телевидением ГДР с 1952 до 1990 года. До 15 декабря 1990 года Телевидением ГДР передавалась вся программа, а с 19:58 CET 15 декабря 1990 года по 1-й телепрограмме в восточных землях стала ретранслироваться «Erstes Deutsches Fernsehen», а Телевидение ГДР передавало в восточных землях только часть её местных вечерних передач (с 17.00 до 20.00), а по её восточно-берлинской частоте с 1997 до 2003 года частная телекомпания передавала программу «ТВ Берлин» (TV Berlin).

## История
Вещание Телевидения ГДР по 1-й программе велось 21 декабря 1952 года на метровых волнах в стандарте 576i (первоначально по испытательной программе (Öffentliches Versuchsprogramm), которая перестала считаться таковой в 1956 году). В этот день впервые вышла в эфир «Aktuelle Kamera», важнейшая информационная телевизионная программа в ГДР. К концу 1950-х годов вещание шло с 16:00 до 22:00 с перерывом в 17:00-19:00. 
В 1959 году был добавлен утренний эфир с 11.00 до 13.30 и повтор Актуальной камеры за предыдущий день в 11:00. В 1960 году стал выходить в эфир политический журнал Der schwarze Kanal. К 1964 году был отменён вечерний перерыв, утренний эфир стал начинаться в 10:00, выпуск Актуальной камеры также был перенесён на 10:00, был добавлен также повтор Актуальной камеры поздно вечером. В 1965 году стал выходить в эфир международный журнал Objektiv. В 1968 году хронометраж выпуска «Актуальной камеры» в 19:30 был увеличен до получаса, в 1969 году на Первой программе был добавлен короткий выпуск новостей перед перерывом, в 17:00 и перед окончанием эфира. С 1972 года 1-я программа стал вещать утром и днём (с 09.30 — 12.00), к 1978 году 2-я программа стала вещать с 17.45, были добавлены ещё одни последние известия после начала эфира и в 18.55. В 1989 году повторы «Актуальной камеры» были отменены, вместо них по второй программе стала идти по будням с 22.00 до 22.15 информационно-аналитическая программа «АК Цво» («AK Zwo»), утром по первой программе с 09:50 до 10:00 вместо повтора «Актуально камеры» за предыдущий день был введён ещё один выпуск «АК Нахрихтен», главный выпуск «Актуальной камеры» по первой программе в 19.30 стал называться «АК ам Абенд» («AK am Abend»). 15 декабря 1990 года в 19:58 по центральноевропейскому времени после окончания рекламного блока Телевидение ГДР прекратило передавать 1-й программу; на её частотах стала ретранслироваться 1-я программа Телевидения ФРГ (за исключением Берлина где на её частоте стала транслироваться городская программа частной телекомпании «TV Berlin»).

## Передачи

### Информационные
(1952 — 30 октября 1989 года)
- «Актуальная камера» (Aktuelle Kamera, AK)[4][5][6][7][8][9] — ежедневная телегазета, информационная программа Телевидения ГДР, её главный выпуск новостей, включала в себя репортажи (AK Report, как правило в воскресных выпусках), интервью (AK Sonnabend-Inteview, как правило в воскресных выпусках), комментарии (AK Kommentar), новости спорта (AK Sport как правило велись общим с остальным выпуском диктором кроме субботних выпусков[10]), прогноз погоды (AK Wetter), ежедневно в 19.30-20.00 и в 22.00-22.15, повтор — на следующий день в 09.25[11][12][13]) и в 22.00-22.15.
  - Новости (AK Nachrichten)[14] — выпуски новостей[15][16][17][18][19] по 1-й программе 10-минутный выпуск новости перед перерывом, после его окончания (в 17.00-17.10) и 10-минутный выпуск новостей перед окончанием передач[11]

(30 октября 1989 — 15 декаября 1990 года)
- «АК ам Абенд» (AK am Abend)[20][21] — выпуск новостей в 19.30-20.00, включал в себя репортажи, новости спорта и прогноз погоды
- «АК ам Морген» («AK am Morgen» — «Актуальная камера утром»)[14], «АК ам Миттаг»[22] («AK am Mittag» — букв. «Актуальная Камера в Полдень»), «АК Нахрихтен» («AK Nachrichten»), «АК Курцнахрихтен» («AK Kurznachrichten») — утренний, дневной и ночной выпуски новостей Телевидения ГДР по будням в 09.45-10.00, 12.50-13.05 и 17.30-17.40 (позднее — в 16.30-16.35) и 5-минутный выпуск перед окончанием передач;

### Общественное-политические
- «Шварце каналь» («Der schwarze Kanal») — общественно-политический тележурнал;
- «Объектив» («Objektiv») — международный тележурнал;
- «Призма» («Prisma») — общественно-политический тележурнал;

### Прочие
- «Унзер Зандменхен» («Unser Sandmännchen») — ежедневная детская телепередача в 18:50-19:00;
- «Медицин нах нотен» (Medizin nach Noten) — ежедневная гимнастика в 09:15-09:25.

## Частоты
- Округа Берлин, Потсдам и Франкфурт - VHF 5;
- Округ Котбус - VHF 4 (с 1987 года - UHF 53);
- Округ Нойбранденбург - UHF 37;
- Округ Шверин - VHF 11;
- Округ Магдебург - VHF 12;
- Округ Галле - VHF 6;
- Округ Эрфурт и Зуль - VHF 5;
- Округ Гера - VHF 12;
- Округ Карл-Маркс-Штадт - VHF 8;
- Округ Лейпциг - VHF 9;
- Округ Дрезден - VHF 10;
- Баутцен - UHF 27[23].

## Ведущие
- Фанни Дамашке
- Ютта Павловске
- Дорис Вайков
- Гюнтер Земьянк
- Петра Куш-Люк
- Ханс-Иоахим Тиме
- Антье Хагеман-Гарден
- Кармен Небель
- Хайке Лебе[24]